# Fearful symmetries

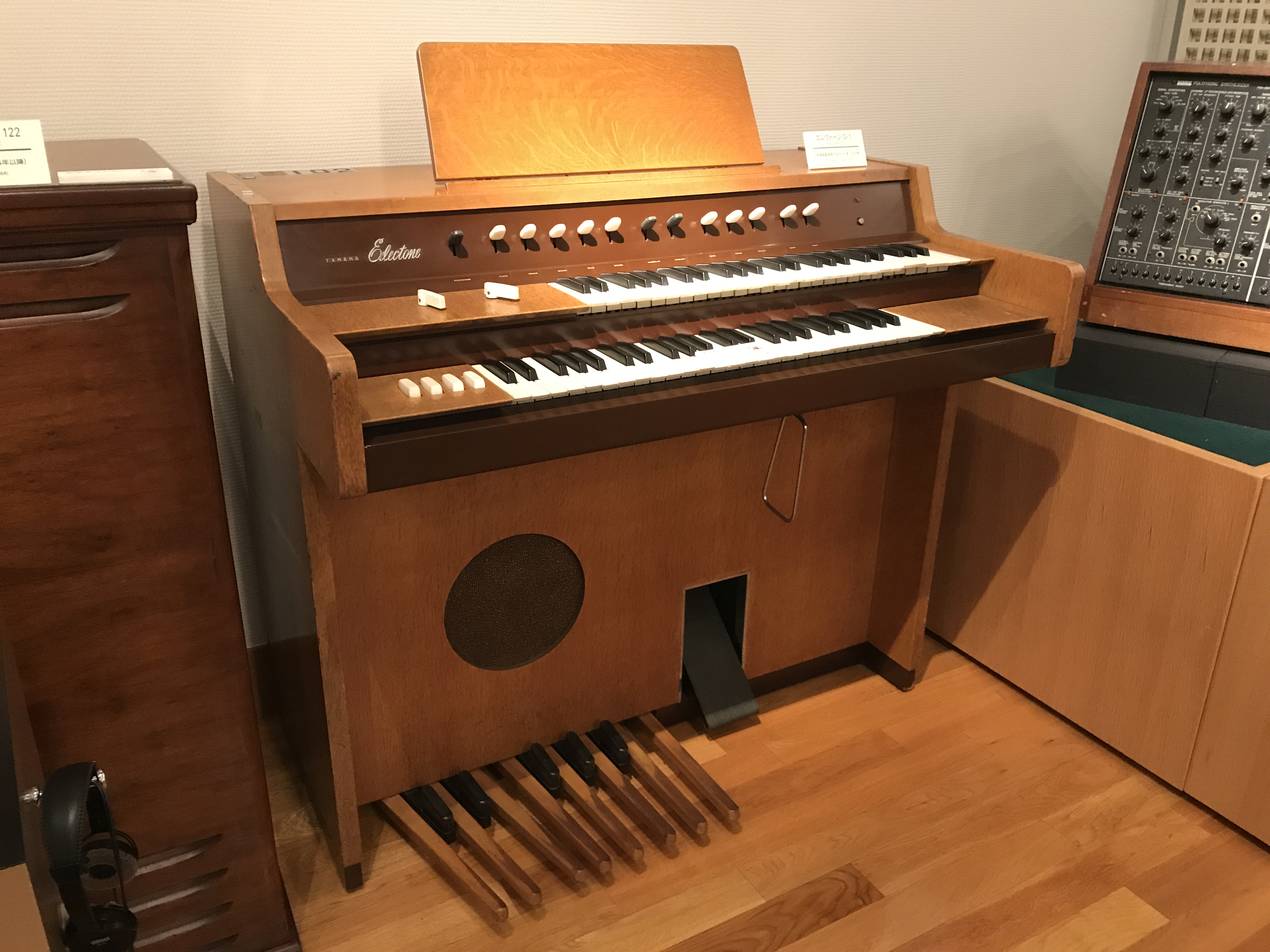
Yamaha Electone (foto 2017)

Fearfull symmetries is een compositie van John Adams.
Adams schreef Fearful symmetries om zijn publiek nu eens te vermaken in plaats van al te diep in de muziek en tekst te duiken. Hij had net de eerste serie van voorstellingen van zijn opera Nixon in China achter de rug en ook tegenhanger The wound-dresser (over Amerikaanse Burgeroorlog) kwam uit de pen. Kenmerkend voor het bijna een half uur durend werk is de constante beweging voorwaarts. De herhalende factoren uit de minimalistische muziek (staand voor precisie) worden gecombineerd met harmonische verschuivingen zoals ook Robert Schumann (noemt de componist zelf) die toepaste (staande voor gevoel). Adams vergeleek zijn werk ook met de bewegende beelden van Jean Tinguely, waarbij allerlei kleine onderdelen een bewegend groter geheel aan het werk houden. Onderdelen in Adams’ werk zijn themaatjes van vier en acht maten.
De componist ontleende de titel aan het gedicht The Tyger van William Blake, maar daar houdt het verband tussen beide werken meteen op.
Adams leidde zelf het Orchestra of St. Luke's in de première op 29 oktober 1989 in de Avery Fisher Hall in New York. Er kwamen minstens drie opnamen op de markt:
- John Adams, Orchestra of St. Luke's (Nonesuch)
- Marin Alsop, Weens Radiosymfonieorkest (Naxos)
- René Mosc, Orchestre Philarmonique de Montpellier (Actes Sud)

Alsop gaf ook leiding aan de eerste uitvoering van het werk door het Koninklijk Concertgebouworkest op 14 juni 2024. De Nederlandse première had al op 9 februari 1995 plaatsgevonden; Adams leidde toen zelf het Schönberg Ensemble in de Anton Philipszaal.
Orkestratie
- 2 dwarsfluiten (I en II ook piccolo), 2 hobo’s (II ook althobo), 2 klarinetten, basklarinet, fagot
- 1 sopraansaxofoon, 2 altsaxofoons, baritonsaxofoon
- 2 hoorns, 3 trompetten, 3 trombones
- pauken, piano, sample
- violen, altviolen, celli, contrabassen

De synthesizerpartij was origineel geschreven voor de Yamaha Electone, een groot en onhandig instrument om naar voorstellingen te verhuizen. De componist paste dat later aan in een sample van de partij. Het saxofoonkwartet is meegenomen vanuit Nixon in China en wordt hier als één eenheid binnen het orkest gebruikt.
- Bibliothèque nationale de France: cb14818284n (data)
- Gemeinsame Normdatei: 4591920-3
- Library of Congress Control Number: no98028182
- MusicBrainz work: e57707cb-78d2-493c-857d-df5c49e35c97
- Nationale bibliotheek van Australië: 35832748
- Virtual International Authority File: 182477594